# Talikota
Talikota is een dorp in het district Bijapur van de Indiase staat Karnataka. 

## Demografie
Volgens de Indiase volkstelling van 2001 wonen er 26.217 mensen in Talikota, waarvan 51% mannelijk en 49% vrouwelijk is. De plaats heeft een alfabetiseringsgraad van 62%. 